# ビッグ・パパ
株式会社ビッグ・パパ（英文社名；BIG PAPA INC.）は、東京都港区に本社を置く芸能プロダクション、広告制作会社である。 

## 概要
女性アイドルグループ・SKE48のオープニングメンバーとして活動し、2012年から2013年にかけて同グループを卒業したメンバー4人を擁して2013年に設立。

## 事業内容
- アーティスト・タレントのマネジメント及びプロデュース
- メディア、広告等のクリエイティブ及びプロデュース

## 所属タレント
- 桑原みずき

### 元所属タレント
- 小野晴香
- 高田志織
- 平松可奈子